# Конструктор мобильных приложений
Конструктор мобильных приложений — визуальный онлайн-редактор на веб-платформе
в котором пользователи могут самостоятельно создавать, тестировать и продвигать приложения для мобильных устройств (смартфонов и планшетов).
В большинстве случаев не требует для работы специальных знаний и навыков программирования.

## Назначение
Конструкторы мобильных приложений появились вслед за интернет-сервисами по созданию веб-сайтов. Первые платформы, на которых пользователь мог самостоятельно создать мобильное приложение для смартфона, не прибегая к услугам команды разработчиков и не владея навыками программирования, обладали ограниченными возможностями или были предназначены для узкой аудитории. Например, в 2009 году появился Mobile Roadie – один из первых конструкторов мобильных приложений, ориентированный на звезд шоу-бизнеса и индустрию развлечений, оснащенный соответствующим функционалом. Среди клиентов сервиса были Red Hot Chili Peppers, Universal Pictures и Harvard  University. Доступ к платформе был платным.
Современные конструкторы обладают большим набором инструментов, позволяющих создавать мобильное приложение с нуля или пользоваться готовыми тематическими шаблонами (для ресторанов, пиццерий и кафе, парикмахерских, медучреждений, учебных центров и т.д.), адаптируя элементы дизайна и функционал под свои задачи. Большинство конструкторов мобильных приложений позиционируются как сервисы, доступные для понимания и работы всех пользователей, даже не обладающих навыками программирования.
Однако есть и более сложные конструкторы, для которых наличие знаний или опыта программирования является обязательным (например, Appery.io). Конструкторы дают возможность разрабатывать мобильные приложения для операционных систем Android, iOS, Windows Phone, HTML5 и других. При этом наибольшей популярностью  пользуются первые две, поскольку 99,6% смартфонов работают на базе этих ОС (Android и IOS). На 3-м месте в рейтинге популярности Windows Phone - с 0,3% от рынка. BlackBerry и другие системы демонстрируют еще более низкие показатели.
| Операционная система | 4 кв 2016 (ед) | 4 кв 2016 (%) | 4 кв 2015 (ед) | 4 кв 2015 (%) |
| -------------------- | -------------- | ------------- | -------------- | ------------- |
| Android              | 352 669,9      | 81,7          | 325 394,4      | 80,7          |
| iOS                  | 77 038,9       | 17,9          | 71 525,9       | 17,7          |
| Windows              | 1 092,2        | 0,3           | 4 395,0        | 1,1           |
| BlackBerry           | 207,9          | 0,0           | 906,9          | 0,2           |
| Other OS             | 530,4          | 0,1           | 887,3          | 0,2           |
| Итого                | 431 539,3      | 100           | 403 109,4      | 100           |

Источник: Gartner (февраль 2017)
C точки зрения доступности для пользователя, конструкторы мобильных приложений можно разделить на бесплатные, условно-бесплатные (предоставляется бесплатный тестовый период), платные по типу SaaS (взимается абонентская плата за пользование программным обеспечением или продуктом).

## Функциональность и возможности
Разработка мобильного приложения с помощью конструктора состоит из нескольких этапов: создание вкладок, загрузка контента (текст, фото, видео), настройка внешнего вида, подключение дополнительных функций, предпросмотр, публикация в магазинах приложений (App Store, Google Play, Windows Phone Store, BlackBerry App World).
Помимо системы разработки сервисы для создания мобильных приложений могут предлагать пользователям техподдержку, хостинг, аналитику, продвижение готовых приложений.
Конструктор можно использовать для создания приложений для собственных нужд или разрабатывать приложения на заказ под своим именем – некоторые платформы работают с пользователями по принципу White label. Эта услуга особенно актуальна для небольших компаний и предприятий ввиду доступной стоимости разработки при высоком качестве готового продукта. Конструкторы мобильных приложений для малого бизнеса предоставляют своим клиентам возможность включить в разработанное на заказ приложение дополнительные маркетинговые функции: программы лояльности, push-уведомления, геотаргетинг, получение и отправка сообщений, корзина для товаров, звонок в один клик, интеграция с соцсетями, размещение информации о меню и т.д.

## Рынок
В 2012 году объем мирового рынка мобильных приложений оценивался в $53 млрд, в 2016 году – порядка $100 млрд. В 2017 году он достигнет $166 млрд, по прогнозам аналитической компании App Annie. $65 млрд составят траты пользователей на покупки приложений и подписки, а еще $101 млрд – расходы рекламодателей и разработчиков приложений на продвижение.